# Zweite Gradis-Mission
Die Zweite Gradis-Mission war 1924 die zweite Expedition des französischen Geschäftsmannes und Afrikaforschers Gaston Gradis zur Durchquerung von Afrika mit Automobilen. Gradis wurde von französischen Fahrzeugherstellern unterstützt und nutzte bei der Expedition unter anderem mehrere Renault Type MH.

## Beschreibung der Expedition

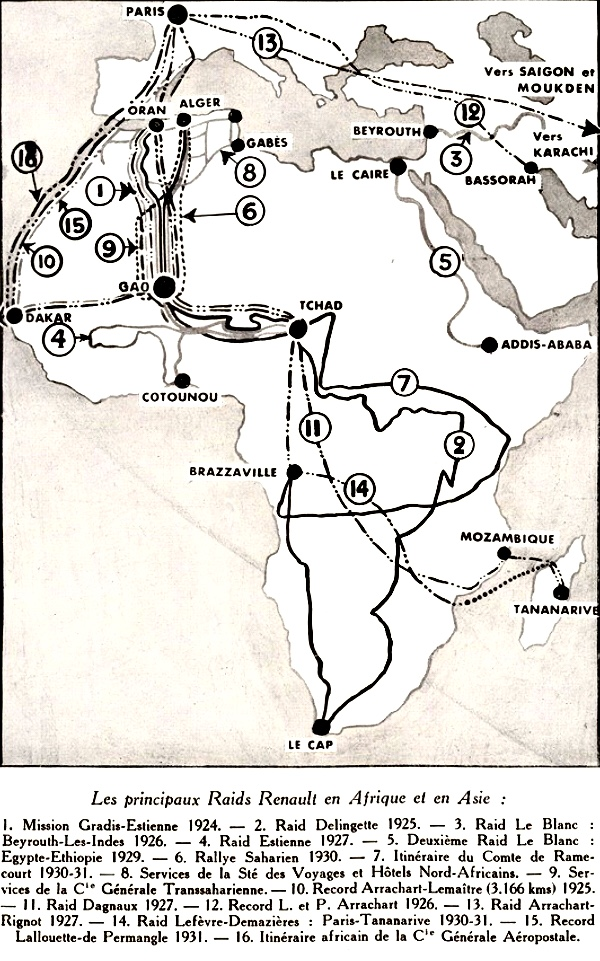
Gradis Tour entlang der Route 1 von 1924

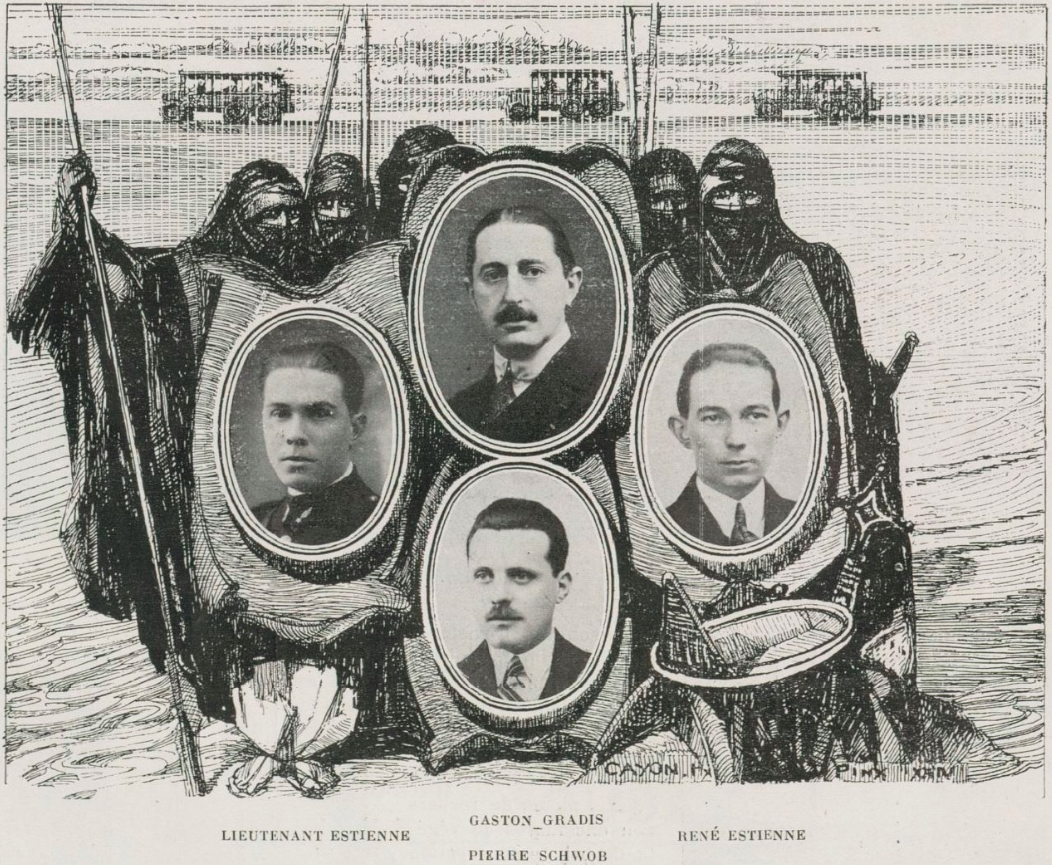
Teilnehmer der zweiten Gradis-Mission, oben Monsieur Gradis links und rechts die Brüder Estienne und unten Monsieur Schwob

Um eine regelmäßige Flugzeug-Auto-Eisenbahn-Verbindung zwischen Nordafrika und Niger herzustellen, wurde 1924 die als „zweite Gradis-Mission“ bekannte Expedition mit drei Renault Type MH 10 CV durchgeführt. Dieser Typ hatte zwei angetriebene Hinterachsen. Um ein Einsinken der Fahrzeuge im Wüstensand zu verringern, waren alle Achsen zwillingsbereift. Der „Zug“ der drei Fahrzeuge startete aus einem Fort der Fremdenlegion am 14. November in Colomb-Béchar. Die Fahrzeuge folgten der Route von Citroën-Kégresse Halbkettenfahrzeugen von ebenfalls 10 CV Leistung, die bereits am 28. Oktober des Jahres am selben Ort gestartet waren. Der Konvoi von Gradis versuchte derselben Route zu folgen. Gradis und seine Gefährten (Marschall Louis Franchet d’Espèrey, die Brüder Estienne und der Schriftsteller und Redakteur Henri de Kérillis von L’Écho de Paris für die bekanntesten) nahmen die sogenannte „Grand Axe“-Straße mit rund 1900 Kilometer Länge. Hierbei waren sie stets unter dem Schutz von drei Breguet-14-Flugzeugen mit Renault-300-PS-Motoren, die unter dem Befehl von Leutnant Noël Paolacci standen. Diese Flugzeuge verfolgten aus der Luft den Weg der Expedition, um im Bedarfsfall für Hilfe sorgen zu können.

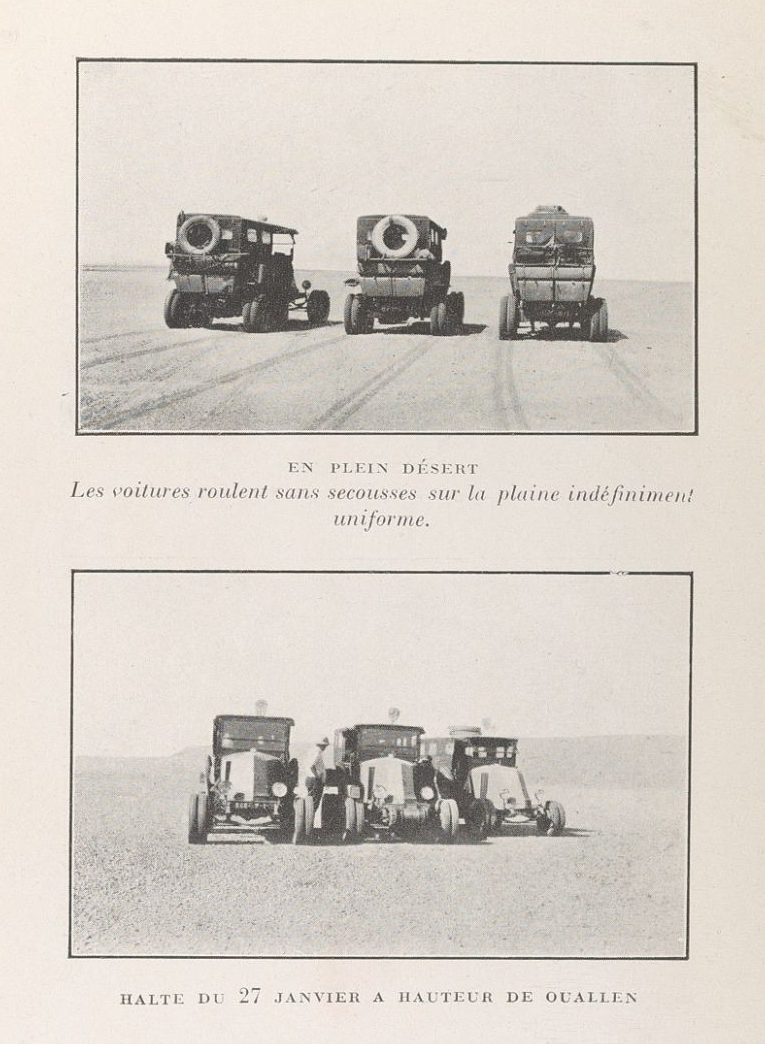
Alle drei Fahrzeuge der Mission Gradis von 1924
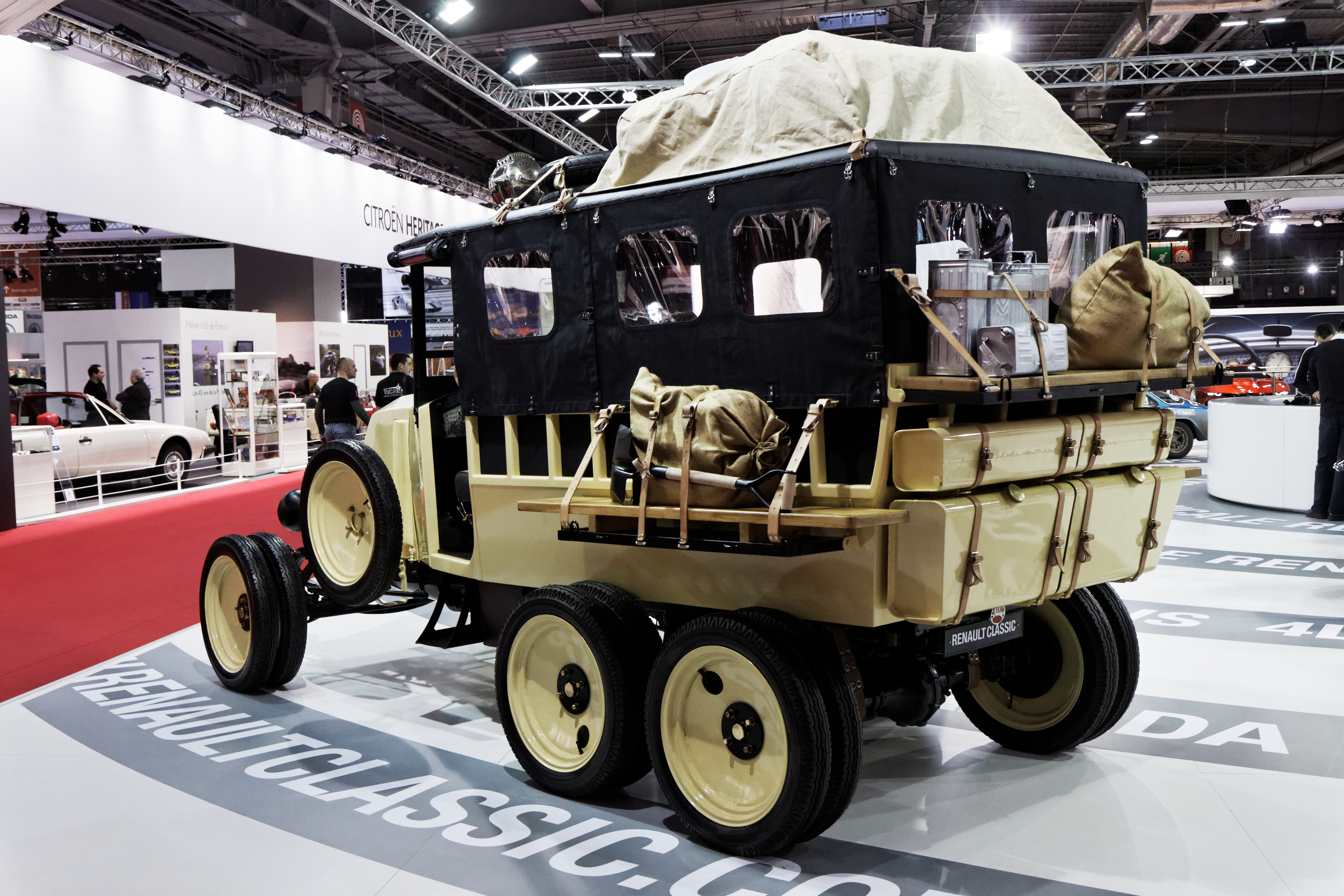
Renault MH mit Reservekanister und Gepäck von 1924
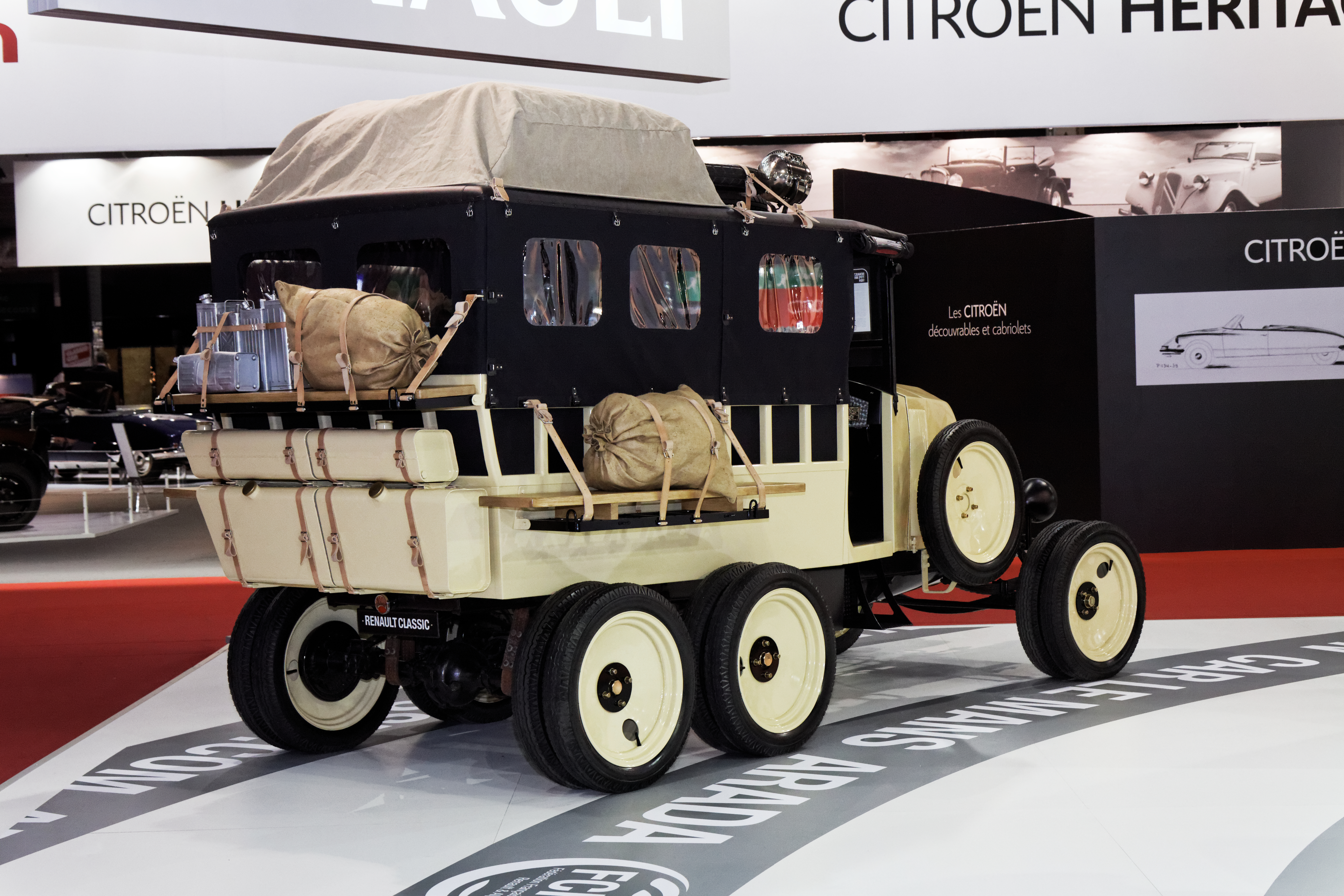
Renault Type MH

Am 24. des Monats (mit nur einem Ruhetag in Adrar) kamen die Fahrzeuge nach nur zehn Tagen in Bourem an. Der Konvoi überquerte dann den 700 Kilometer entfernten Niger bei Gaya, um Cotonou zu erreichen. Die Mechaniker-Fahrer hießen Liaume, Liocourt und Bonnaure. Jeder Wagen wurde von vier bewaffneten Legionären begleitet, die auch die Fahrzeuge fahren konnten.
Das Hauptziel war erreicht, die Mission endete am 11. Dezember 1924 in den französischen Kolonien in Zentralafrika, 200 Kilometer südlich von Gao im Sudan.
Die Vorgängermission von 1923 wurde mit Fahrzeugen vom Typ Citroën-Kégresse Halbkettenfahrzeuge K1 Sahara durchgeführt. Auch bei dieser Mission war Gaston Gradis der Initiator, der sogar eigens eine Compagnie générale transsaharienne (CGT) gegründet hatte. Anhand der Karte kann man die vielen Folgeexpeditionen entnehmen, die zumeist in Nord-Süd-Richtung verliefen. Aber auch West-Ost-Fahrten wurden gestartet, wie zum Beispiel die Mission Tranin-Duverne.